# Andrei Kanchelskis
Andrei Kanchelskis (rus: Андрей Канчельскис)  (Kropivnitski, 23 de gener de 1969) és un exfutbolista rus, d'origen ucraïnès, de la dècada de 1990.
Fou 36 cops internacional amb Rússia.
Pel que fa a clubs, defensà els colors de Manchester United FC, Everton FC, Rangers FC. També jugà a FC Dinamo de Kíev, FC Xakhtar Donetsk, ACF Fiorentina, Al Hilal i Krylia Sovetov.
Un cop retirat ha exercit d'entrenador.